# ソユーズ14号
ソユーズ14号(Soyuz 14、ロシア語: Союз 14)は、1974年に行われたサリュート3号への有人宇宙飛行である。このミッションは、ソビエト連邦が軍事目的で行ったアルマース計画の一環として行われた。乗組員は、パーヴェル・ポポーヴィチとユーリー・アルチューヒンであった。当時、このミッションの性質や宇宙ステーションそのものは、ソビエト連邦によって明らかにされていなかった。この飛行は、ソビエト連邦による宇宙ステーションへの初のミッションである。8月にソユーズ15号がドッキングに失敗し、1975年1月には、宇宙ステーションが軌道を外れたため、この宇宙ステーションを訪れた唯一の宇宙飛行となった。アメリカ合衆国のスカイラブが完了したことで、この飛行以降、1981年のSTS-1の打上げまで、1975年のアポロ・ソユーズテスト計画を除いて、ソビエト連邦が有人宇宙飛行を独占することとなった。

## 乗組員
- 船長 - パーヴェル・ポポーヴィチ(2)
- フライトエンジニア - ユーリー・アルチューヒン(1)

### バックアップ
- 船長 - ゲナジ・サラファノフ
- フライトエンジニア - レフ・デミン

### リザーブ
- 船長 - ボリス・ヴォリノフ
- フライトエンジニア - ビタリー・ジョロボフ

## パラメータ
- 質量:6,800 kg
- 近点:195 km
- 遠点:217 km
- 軌道傾斜角:51.6°
- 軌道周期:88.6分

## ミッションハイライト
1974年6月24日にサリュート3号宇宙ステーションの打上げが成功すると、9日後の7月3日にソユーズ14号が打ち上げられた。この宇宙船は翌日、宇宙ステーションとドッキングした。最後の100mは手動による接近であった。乗組員は、サリュート3号が、有人軍事偵察プラットフォームとして適しているかどうか試験した。また、アルマースの太陽電池アレイ等の試験も行われた。
太陽活動が増加してくると安全性の問題が浮上したが、放射レベルは安全限度以内であると決定され、ミッションは続けられた。
実験はソビエト連邦によって報告されたが、報告にない軍事活動に多くの時間が割かれたと推測された。搭載された高解像度カメラがバイコヌール宇宙基地に保管されていたという主張もなされた。ソビエト連邦が報告した実験には、軌道上での心臓や循環器の研究、頭蓋内圧の研究、血液組成のモニタリング、肺活量と吸入/呼気比の測定、ステーション内の空気中の水蒸気の濃縮による浄水システムの試験等がある。
無重力による筋力の衰えを解消するため、宇宙飛行士は毎日2時間の運動を行った。このため、飛行最終日の7月19日にも、支えなしでソユーズの降下モジュールから上ることができた。次に訪れる乗組員が少なくとも6ヶ月生活ができるよう、サリュート3号には十分な補給品が残された。